# 麥浩邦
麥浩邦（英語：Mak Ho-pong，1975年—）是香港導演，原本是建築師，因為熱愛電影，在2002年決定放棄高薪厚職轉行，從低做起，什麼崗位也做過，打滾10多年後，2020年首次獨立執導《逃獄兄弟》。
2002年加入電影行列，以副導演、編劇身分參與拍攝，中途曾放下電影工作做回畫則師，卻在數年前回歸電影圈。

## 電影作品
| 年份 | 名稱      | 職務 | 職務 | 職務 | 備註                 |
| 年份 | 名稱      | 導演 | 編劇 | 監製 | 備註                 |
| ---- | --------- | ---- | ---- | ---- | -------------------- |
| 2018 | 古宅      | 是   | 否   | 否   | 處女作、與涂霆駿合導 |
| 2020 | 逃獄兄弟  | 是   | 否   | 否   |                      |
| 2021 | 逃獄兄弟2 | 是   | 否   | 否   |                      |
| 2022 | 逃獄兄弟3 | 是   | 否   | 否   |                      |
| 2022 | 忽然心動  | 是   | 否   | 否   |                      |
| 2023 | 無間一戰  | 是   | 否   | 否   |                      |

## 外部連結
- 麥浩邦在香港影庫上的簡介
- 麥浩邦在互联网电影资料库（IMDb）上的資料（英文）
- 麥浩邦在豆瓣上的资料（简体中文）
- 麥浩邦在时光网上的簡介（简体中文）